# James Harris (1er comte de Malmesbury)
Pour les articles homonymes, voir James Harris.
 (février 2019).
Si vous disposez d'ouvrages ou d'articles de référence ou si vous connaissez des sites web de qualité traitant du thème abordé ici, merci de compléter l'article en donnant les références utiles à sa vérifiabilité et en les liant à la section « Notes et références ».
James Harris (21 avril 1746 – 21 novembre 1820), 1er comte de Malmesbury, est un diplomate anglais.

## Biographie
Né à Salisbury, il est le fils de James Harris et de Elizabeth Clarke. Il est d'abord formé à l'école de la cathédrale de Salisbury, puis au Winchester College (1757-1762), il entra au Merton College d'Oxford en juin 1763. Il développe son intérêt pour une carrière diplomatique lorsqu’il quitte Oxford en 1765. Il a d'abord passé un an à la principale université néerlandaise de Leyde, apprenant la langue néerlandaise, une réalisation qui s'est avérée importante dans sa carrière diplomatique ultérieure.
Harris arrive en Espagne en décembre 1768 et devient secrétaire de l'ambassade britannique à Madrid, puis chargé d'affaires à cette juridiction après le départ de sir James Grey en août 1769. Il contribue à la contrecarrer l'intention de l'Espagne d'attaquer les îles Falkland. En récompense, il est nommé ministre plénipotentiaire à Madrid, jusqu'en 1772.
En janvier 1772 Harris est nommé ministre plénipotentiaire en Prusse, à Berlin, où il arrive le 21 février. Moins d'un mois après son arrivée, il est le premier diplomate à découvrir  l'intention de Frédéric II de Prusse et de son alliée la Russie de se partager la Pologne.
En 1777, Harris épouse Harriet Maria, la plus jeune fille de Sir George Amyand, avec qui il a quatre enfants.
À l'automne 1777 Harris se rend en Russie pour être ministre plénipotentiaire en Russie jusqu'en septembre 1783. À Saint-Pétersbourg, il fait sa réputation, car il réussit à s'entendre avec Catherine II, en dépit de ses prédilections pour la France, et dirige adroitement dans les difficultés accumulées de la neutralité de l'Angleterre. Il est fait chevalier de l'Ordre du Bain, fin 1778. 
Mais en 1782 il rentre à cause de sa mauvaise santé, et est nommé par son ami Charles James Fox au poste de ministre à La Haye, une nomination confirmée par William Pitt le Jeune en 1784.
Il rend de très grands services dans la poursuite de la politique de Pitt de maintenir l'influence de l'Angleterre sur le continent par les armes de ses alliés, et tint le fil des discussions qui prit fin avec l'échec du roi de Prusse de renverser le parti  républicain aux Pays-Bas, soutenu par la France, et de rétablir le prince d'Orange.
En reconnaissance de son œuvre, il devient en septembre 1788 baron de Malmesbury. Le roi de Prusse lui permet de reprendre pour ses armes l'aigle prussien et le prince d'Orange, la devise « Je maintiendrai ».
Dès 1786, Harris craint la montée de la France et des manœuvres de sa part pour détruire l'Angleterre.
Il retourne en Angleterre, et prend un intérêt à la politique. Député de Christchurch de 1770 à 1774 puis de 1780 à 1788, il se sépare d'avec le parti politique britannique Whig avec le duc de Portland en 1793.
Pitt l'envoie en vain pour essayer de faire rester la Prusse dans la première coalition contre la France. En 1794, il a été envoyé auprès du duc Charles-Guillaume-Ferdinand de Brunswick-Wolfenbüttel et de la duchesse consort Augusta-Charlotte de Hanovre pour demander que sa fille princesse Caroline de Brunswick épouse George IV du Royaume-Uni, alors prince de Galles, et la conduire à son mari en Angleterre. Le prince ne connaissait pas Caroline et fut si choqué de sa laideur et de ses manières qu'en la voyant il demanda à Malmesbury de lui apporter du cognac.
En 1796 et 1797, il essaie vainement à Paris de négocier avec le Directoire puis à Lille à l'été 1797 avec Hugues-Bernard Maret, Georges-René Pléville Le Pelley et Étienne-François Le Tourneur.
Après 1797, Harris devient sourd et quitte la diplomatie. Cependant beaucoup de ministres des Affaires étrangères et de membres diplomatiques viennent le consulter.
En 1800, il devient comte de  Malmesbury. 
Il meurt le 21 novembre 1820.